# Spjutkastning för damer i friidrott vid olympiska sommarspelen 1992
Spjutkastning för damer vid olympiska sommarspelen 1992 i Barcelona avgjordes 31 juli-1 augusti.

## Medaljörer
| Gren          | Guld                  | Guld    | Silver                   | Silver  | Brons                   | Brons   |
| Spjutkastning | Silke Renk · Tyskland | 68,34 m | Natalia Sjikolenko · OSS | 68,26 m | Karen Forkel · Tyskland | 66,86 m |

## Resultat

### Kval

#### Grupp A
| Placering | Totalt | Idrottare                  | Försök | Försök | Försök | Längd   | Noteringar |
| Placering | Totalt | Idrottare                  | 1      | 2      | 3      | Längd   | Noteringar |
| --------- | ------ | -------------------------- | ------ | ------ | ------ | ------- | ---------- |
| 1         | 2      | Trine Hattestad (NOR)      | 67.20  | —      | —      | 67.20 m |            |
| 2         | 6      | Donna Mayhew (USA)         | 58.76  | 58.02  | 61.24  | 61.24 m |            |
| 3         | 7      | Kinga Zsigmond (HUN)       | 58.18  | 55.60  | 60.74  | 60.74 m |            |
| 4         | 8      | Tessa Sanderson (GBR)      | 60.70  | X      | 53.20  | 60.70 m |            |
| 5         | 9      | Petra Meier (GER)          | 60.58  | 59.42  | 57.40  | 60.58 m |            |
| 6         | 10     | Louise McPaul (AUS)        | 58.00  | 59.24  | 60.56  | 60.56 m |            |
| 7         | 12     | Dulce García (CUB)         | 60.44  | X      | 57.02  | 60.44 m | SB         |
| 8         | 14     | Xu Demei (CHN)             | X      | X      | 59.98  | 59.98 m |            |
| 9         | 17     | Kirsten Smith (NZL)        | X      | 53.82  | 59.34  | 59.34 m |            |
| 10        | 20     | Irina Kostjutjenkova (EUN) | X      | 57.96  | X      | 57.96 m |            |
| 11        | 21     | Anna Verouli (GRE)         | 55.82  | 56.96  | 56.60  | 56.96 m |            |
| 12        | 24     | Vijitha Amerasekera (SRI)  | X      | 48.00  | 44.70  | 48.00 m |            |
| —         | —      | Päivi Alafrantti (FIN)     | X      | X      | X      | NM      |            |

#### Grupp B
| Placering | Totalt | Idrottare                 | Försök | Försök | Försök | Längd   | Noteringar |
| Placering | Totalt | Idrottare                 | 1      | 2      | 3      | Längd   | Noteringar |
| --------- | ------ | ------------------------- | ------ | ------ | ------ | ------- | ---------- |
| 1         | 1      | Natalja Sjikolenko (EUN)  | 67.36  | —      | —      | 67.36 m |            |
| 2         | 3      | Karen Forkel (GER)        | 62.28  | 61.48  | 65.44  | 65.44 m |            |
| 3         | 4      | Silke Renk (GER)          | 65.38  | —      | —      | 65.38 m |            |
| 4         | 5      | Heli Rantanen (FIN)       | 63.98  | —      | —      | 63.98 m |            |
| 5         | 11     | Jelena Svezjentseva (EUN) | 54.66  | 60.44  | 57.76  | 60.44 m | SB         |
| 6         | 13     | Isel López (CUB)          | X      | X      | 60.42  | 60.42 m |            |
| 7         | 15     | Ha Xiaoyan (CHN)          | 59.70  | 56.58  | 58.38  | 59.70 m |            |
| 8         | 16     | Antoaneta Selenska (BUL)  | 59.40  | 57.86  | 57.78  | 59.40 m |            |
| 9         | 18     | Teresė Nekrošaitė (LTU)   | 58.28  | X      | X      | 58.28 m |            |
| 10        | 19     | Genowefa Patla (POL)      | X      | 55.14  | 58.18  | 58.18 m |            |
| 11        | 22     | Lee Young-Sun (KOR)       | 55.10  | X      | 54.54  | 55.10 m |            |
| 12        | 23     | Paula Berry (USA)         | 48.70  | X      | 49.00  | 49.00 m |            |

### Final
| Placering | Idrottare                 | Försök | Försök | Försök | Försök | Försök | Försök | Längd   | Noteringar |
| Placering | Idrottare                 | 1      | 2      | 3      | 4      | 5      | 6      | Längd   | Noteringar |
| --------- | ------------------------- | ------ | ------ | ------ | ------ | ------ | ------ | ------- | ---------- |
| 1         | Silke Renk (GER)          | 67.24  | 62.08  | 65.34  | 65.62  | 65.62  | 68.34  | 68.34 m |            |
| 2         | Natalja Sjikolenko (EUN)  | 68.26  | 67.42  | X      | X      | X      | X      | 68.26 m |            |
| 3         | Karen Forkel (GER)        | 65.02  | X      | 62.76  | 65.84  | 66.86  | 66.80  | 66.86 m |            |
| 4         | Tessa Sanderson (GBR)     | 63.58  | X      | 62.60  | X      | X      | 59.80  | 63.58 m |            |
| 5         | Trine Hattestad (NOR)     | 59.52  | 58.52  | 63.54  | X      | 59.70  | X      | 63.54 m |            |
| 6         | Heli Rantanen (FIN)       | 62.34  | 59.62  | X      | 58.02  | 61.36  | 58.76  | 62.34 m |            |
| 7         | Petra Meier (GER)         | X      | 58.36  | 58.34  | X      | 57.54  | 59.02  | 59.02 m |            |
| 8         | Dulce García (CUB)        | 54.56  | 58.00  | 58.26  | X      | X      | X      | 58.26 m |            |
|           |                           |        |        |        |        |        |        |         |            |
| 9         | Jelena Svezjentseva (EUN) | 56.50  | 57.32  | 53.82  |        |        |        | 57.32 m |            |
| 10        | Kinga Zsigmond (HUN)      | 56.54  | 54.78  | 55.16  |        |        |        | 56.54 m |            |
| 11        | Louise McPaul (AUS)       | 54.92  | 56.00  | X      |        |        |        | 56.00 m |            |
| 12        | Donna Mayhew (USA)        | X      | 55.68  | 54.36  |        |        |        | 55.68 m |            |